# 上奧地利前阿爾卑斯山脈
上奧地利前阿爾卑斯山脈（德语：Oberösterreichische Voralpen；英语：Upper Austrian Prealps）是奧地利的山脈，是北石灰岩山脉的一部分，位於該國西北部上奧地利，最高點海拔高度1,963米。

## 外部連結
- Mountain huts in the Upper Austrian Prealps （页面存档备份，存于）